# Dread Hot
Vitória de Mesquita Schwarzelühr de Castro Almeida, mais conhecida como Dread Hot (Jacareí, 19 de maio de 1993), é uma diretora e atriz pornô, youtuber, camgirl e DJ brasileira.
Em 2021, era a 6ª atriz mais procurada no site XVideos.

## Carreira
Formada em publicidade em uma faculdade de Santos, em 2016, Vitória abandonou o emprego em uma agência de publicidade, adotou o codinome Dread Hot e passou a atuar no camming – um tipo de conteúdo erótico personalizado. Depois, passou a produzir vídeos para a produtora XPlastic.
Dread dirige filmes pornôs voltados para mulheres.
Participou junto à funkeira Tati Zaqui do videoclipe "Fire", e, também, apareceu no programa Greg News, da HBO Brasil, em setembro de 2019.
Foi capa da Revista Sexy em 2019.
Em 2020, participou de um vídeo do canal Porta dos Fundos.
Em julho de 2021, apresentou o podcast "Hermanas Podcast" com Sill Esteves.

### Premiações
Vencedora de 4 Prêmios Sexy Hot, foi a maior vencedora no ano de 2019.
- 2018 - Revelação do ano LGBT - Prêmio Sexy Hot - Pelo filme de 5 para 1.[15]

- 2019 - Melhor atriz hétero - Prêmio Sexy Hot - Pelo filme Sugar Baby
- 2019 - Melhor cena homo feminina, com Alessandra Maia, pelo filme Sugar Baby
- 2019 - Melhor cena de sexo oral pelo filme Sugar Baby.[16]

## Vida Pessoal
Namora José Castanheira Neto, o "Alemão", que também atua no ramo erótico.